# Søren Johan Heiberg
Søren Johan Heiberg, född 1 juni 1810 i Köpenhamn, död 15 januari 1871, var en dansk dövstumlärare och präst; far till Peter Wilken Heiberg.
Heiberg blev student från von Westenske Institut 1827, teologie kandidat 1836 och samma år lärare vid Det Kongelige Døvstummeinstitut i Köpenhamn. Efter att han hade gjort en utlandsresa 1838-39 för att bekanta sig med dövstumväsendet, blev han 1839 förstelärare, föreståndare och präst vid dövstuminstitutet. År 1858 blev han medlem av dess direktion och senare ordförande för denna. Intill maj 1865 ledde han med framgång institutet. Hösten 1839 flyttades det från Stormgade till Citadelsvejen och fick under Heiberg en mycket väl fungerande organisation. 
Genom att anställa av fler lärare och att låta trycka av de tidigare för hand mångfaldigade läseböckerna blev det möjligt att ge flickorna samma skolgång som pojkarna och även höja målsättningen för undervisningen. Flickornas handarbete utökades med klädsömnad och vävning, pojkarnas med snickeriarbete. Heiberg upprättade även en fond för hjälp till dövstummas utbildning. Anstaltens framsteg visade sig hos eleverna både i förbättrad hälsa och ökad intellektuell och moralisk bildning. 
År 1857 blev Heiberg medlem av styrelsen för det nya Blindinstitutet och fick samma år professors namn. Han var präst vid arbetsanstalten Ladegården på Frederiksberg 1853-57 och i Keldby på Møn från 1865 till sin död.

## Utmärkelser
- Riddare av Dannebrogorden,  1852[2]

[Redigera Wikidata]